# Alptigin
Alptigin (albo Alp Tegin, Ałp Tegin) (pers. الپتگین) (ur. ?, zm. wrzesień 963) – turecki dowódca wojskowy w służbie Samanidów i założyciel państwa z ośrodkiem w Ghaznie, które miało stać się podstawą rządów dynastii Ghaznawidów.

## Życiorys
Według wszelkiego prawdopodobieństwa pochodził z Azji Centralnej i został kupiony jako niewolnik do wojska Samanidów. Alptigin piął się po kolejnych szczeblach wojskowej kariery, aż za panowania Nuha (943 – 954) został dowódcą gwardii. Za jego następcy Abd al-Malika otrzymał stanowisko gubernatora Balchu i dowódcy wojsk w Chorasanie. Jego wpływy były tak wielkie, że de facto to on mianował wezyra Abd al-Malika, wybierając na niego swojego przyjaciela Abu Alego Muhammada Balami. Kiedy w roku 961 Abd al-Malik nagle zmarł, Alptigin i Balami chcieli, by kolejnym emirem został jego małoletni syn, tak by rzeczywista władza znalazła się w ich ręku. Ich protegowany panował jednak tylko jeden dzień, ponieważ większość dowódców wojskowych i innych notabli nie chciała dalszego rozszerzenia władzy Alptigina i osadziła na tronie syna Nuha Mansura (961 – 976). Balami przeszedł na stronę nowej władzy, a osamotniony Alptigin wraz ze swoją osobistą gwardią uciekł w kierunku Balchu, w okolicy którego w kwietniu 962 roku udało mu się pokonać pościg wysłany za nim przez Mansura. Następnie Alptigin udał się w rejon położony na samych kresach Samanidzkiego państwa, w niedostępne tereny dzisiejszego wschodniego Afganistanu, gdzie pokonując miejscowych władców zdobył miasto Ghaznę, dotychczas rządzone przez Abu Ali lub Abu Bakra Lawika lub Anuka, krewnego władcy Kabulu. Prawdopodobnie liczył na to, że Samanidzi nie będą zainteresowani prowadzeniem kampanii przeciwko niemu w tym oddalonym od centrum ich państwa i pozbawionym dla nich większego znaczenia górskim regionie. Jak się okazało miał rację. Wkrótce potem uzyskał uznanie swojej władzy jako gubernator Samanidów w Ghaznie, po czym zmarł we wrześniu 963 r. Przed śmiercią desygnował na swojego następcę syna Abu Ishaka Ibrahima.